# الكسندر ميلر (كاتب)
الكسندر ميلر (بالإنجليزية: Alexander Miller)‏ هو كاتب نيوزلندي، ولد في 1908، وتوفي في 15 مايو 1960.